# Terpandre
Terpandre war eine französische Progressive-Rock-Band.

## Bandgeschichte
Der Gitarrist Bernard Monerri war Ende der 1960er in Cover- und Bluesbands aktiv, gab diese Aktivitäten 1969 jedoch auf, da er andere musikalische Ambitionen hatte. Er wollte eine eigene Band gründen und lernte den Pianisten Jacques Pina kennen. Sie teilten ein Interesse an Gustav Mahler und Béla Bartók. Im Jahr 1974 begannen sie in der Nähe von Lyon mit dem Bassisten Jean-Jacques Martin und dem Schlagzeuger Michel Torelli zu proben, um ihre Vision eines symphonischen und Jazz-beeinflussten Progressive Rock zu verwirklichen. Die Komplexität der Keyboard-Arrangements machte bald die Rekrutierung eines zweiten Keyboarders nötig, der in Michel Tardieu gefunden wurde.
Die fünf Musiker benannten ihre Band nun nach dem antiken griechischen Musiker Terpandros. Terpandre spielten 1976 und 1977 einige Konzerte und Patrick Tilleman stieß 1978 für die Aufnahme des Debütalbums als Violinist zur Band. Terpandre wurde in nur zwei Wochen in Genf eingespielt. Es fand sich jedoch unmittelbar kein Plattenlabel, das das Album veröffentlichen wollte. Die Band löste sich auf, die Musiker wurden in anderen Bands aktiv. Befreundete Musiker boten schließlich die Veröffentlichung auf ihrem Label an, so dass Terpandre 1981 auf den Markt kam. Musea legt es später neu auf. Es sollte die einzige Veröffentlichung der Band bleiben und gilt heute als Geheimtipp des französischen Progressive Rock.

## Diskografie
- 1981: Terpandre